# Станешти (Арђеш)
Станешти (рум. Stănești) насеље је у Румунији у округу Арђеш у општини Корби. Oпштина се налази на надморској висини од 494 m.

## Становништво
Према подацима из 2002. године у насељу је живело 771 становника, од којих су сви румунске националности.